# 66000 Duilialoncao
66000 Duilialoncao è un asteroide della fascia principale esterna. Scoperto nel 1998, presenta un'orbita caratterizzata da un semiasse maggiore pari a 3,005072 UA e da un'eccentricità di 0,217878, inclinata di 15,384436° rispetto all'eclittica. Ha un diametro di 6,148 km e un'albedo di 0,056.